# 六二六指示
六二六指示指毛泽东1965年6月26日关于农村医疗卫生工作的谈话。指示认为当时的中华人民共和国卫生部主要为城市居民和官员服务，要求“把医疗卫生工作的重点放到农村去”。

## 历史

### 背景
1949年9~10月，军委卫生部主持召开了全国卫生行政会议，首次就新中国成立后卫生工作的方针和任务进行研讨，“初步地确定全国卫生建设的总方针应是以预防为主，卫生工作的重点应放在保证生产建设和国防建设方面，要面向农村、工矿，依靠群众”。1950年6月，全国农村卫生座谈会召开，时任卫生部副部长苏井观说：“今后卫生建设的重点在农村，城市是对旧有卫生机构加以改造的问题”，会议还要求卫生工作人员要“明确认识到农村卫生的重要性，扫除对农村卫生工作的忽视态度与偏差认识”，不怕困难，为农民解除疾苦。1950年8月7~19日，第一届全国卫生会议召开，421位来自各地区、各军卫生部的负责人和中西医药界知名专家出席，161人列席；会议着重检讨了一年来“预防为主”方针的实施情况，在深入讨论和征求意见的前提下，确定了今后全国卫生工作的总方针是：“面向工农兵”、“预防为主”、“团结中西医”。1950年8月，毛泽东为第一届全国卫生会议题词：“团结新老中西各部分医药卫生工作人员，组成巩固的统一战线，为开展伟大的人民卫生工作而奋斗！”卫生部副部长贺诚在第一届全国卫生会议的总结报告中提出：“最近几年我们的卫生建设，重点不在大城市，而在中小城市农村工矿与部队。”毛泽东将卫生工作作为全民事业和新中国建设的重要支柱之一。1951年9月，毛泽东指示各级党委“必须把卫生、防疫和一般医疗工作看作一项重大的政治任务”，不仅要进行经常性的督促检查，而且要在经费上给予保证。1952年，面对朝鲜战争细菌战危险，毛泽东发出了“动员起来，讲究卫生，减少疾病，提高健康水平，粉碎敌人的细菌战争”的号召，全社会的力量被充分动员起来，“清洁卫生，人人振奋，移风易俗，改造国家”号召营造了讲究卫生人人有责的社会氛围。1952年12月24~28日，第二届全国卫生会议召开，会议确定卫生工作的重点是：“要加强工矿卫生和城市医疗工作，使农村卫生工作和互助合作运动密切结合，并继续开展爱国卫生运动，防治对人民危害性最大的疾病。”与会代表进一步分析了卫生工作存在的问题和解决办法，从一年多来爱国卫生运动的成功做法和经验出发，认识到要做好卫生工作必须动员人民群众广泛参与；会议接受周恩来的建议，在卫生工作方针中增加了“卫生工作与群众运动相结合”的表述。至此，卫生工作“四大方针”形成。第一个五年计划编制过程中提出要集中力量发展重工业，卫生工作的重点也随之发生了转移。1953年1月，中央人民政府政务院文化教育委员会主持召开了各大行政区文化教育委员会主任会议，会议明确提出卫生工作要为工业建设服务，“应着重加强和建立城市、工矿和交通线的医疗卫生机构”。此后，城市医疗卫生投入大幅度增加，公费医疗与劳保医疗水平不断提升。广大农村在农业合作化运动开始后才开始自发建立合作医疗，以解决农民的看病、吃药问题。在各级人民政府和医务人员的共同努力下，农村医疗条件改善很快。到1953年底，全国县医院和县卫生院已由新中国成立前的1437所发展到2102所，县以下的区、乡也大力组织和培训医疗卫生队伍，组建基层医疗卫生服务机构。1956年毛泽东说：“过去说中国是‘老大帝国’，‘东亚病夫’，经济落后，文化也落后，又不讲卫生……但是，经过这六年的改革，我们把中国的面貌改变了。我们的成绩是谁也否认不了的。”1957年，中国人口预期寿命由1949年的35岁提高到57岁，一些严重威胁人民健康的流行性疾病得到控制，有的甚至已经灭绝。“大跃进”运动中，卫生部提出了“为六亿人民服务，城乡兼顾，城市支援乡村”的思想，但是，当时工业化建设的艰巨任务和国家经济面临的严重困难都决定了卫生工作只能以城市、厂矿为重点，农村医疗卫生的供给还只能处于低水平的缓慢发展状态。

### 指示经过
1965年6月26日，毛泽东在同他的保健医生李志绥谈话时，批评卫生部只给占全国15%的城市人口服务，而且主要是为干部服务，广大农民得不到医药，“告诉卫生部：卫生部的工作，只给全国人口的百分之十五服务，这百分之十五中主要还是老爷。广大农民得不到医疗，一无医，二无药。卫生部不是人民的卫生部，改成城市卫生部或老爷卫生部，或城市老爷卫生部好了。”“中国百分之八十五的人口在农村，不为农村服务，还叫什么为人民服务”，要求“把医疗卫生工作的重点放到农村去”。:505 这段谈话经整理后被称为《六二六指示》。

### 后果影响
由李志绥传达到卫生部后，刘少奇、周恩来等先后组织卫生部门的同志座谈，进一步了解情况，要求落实好“六·二六”指示，加强农村的医疗卫生工作。卫生部党委极为重视，于1965年9月3日上报中共中央《关于把卫生工作重点放到农村的报告》，中央9月21日批转。
自此，“把医疗卫生工作的重点放到农村去”成为卫生工作方针中一条重要内容。以此为指导，卫生部加大了对农村人力、物力和财力的投入。以全国医疗卫生机构病床的分布为例，1965年农村只占40%，1975年这个比重已提高到60%，全国卫生经费的65%以上用于农村。农村合作医疗全面开花、巡回医疗广泛开展、“赤脚医生”队伍迅速壮大。到1976年7月，全国有110多万人次城市和人民解放军的医务工作者到农村巡回医疗，有十几万名城市医务工作者在农村安家落户，70%以上的医学院校毕业生分配到农村工作。全国5万多个农村人民公社基本建立起了卫生院，“赤脚医生”达到150万人。在城乡医务工作者和人民群众的共同努力下，农村医疗卫生状况大为改善。
1970年6月26日，周恩来将谈话整理稿委托汪东兴报送毛泽东，毛泽东批示：“暂不发表，将来再说。退东兴同志存。”:506谈话的记录文稿，毛泽东未审阅、亲笔批示，不是正式文件，也从未完整刊登于官方报刊。
中国农村医疗卫生工作的独特方法和显著成就受到了世界卫生组织的关注。1976年，被誉为“合作医疗之父”的覃祥官作为中国代表团的副团长，出席了世界卫生组织太平洋委员会第27届会议和世界卫生组织太平洋基层卫生保健工作会议，并做了题为《中国农村基层卫生工作》的报告，回答了与会各国卫生部部长和记者们的提问。中国农村合作医疗的情况令各国代表印象深刻，认为“中国农村人口这么多，居然能够做到看病吃药不花钱，真是人间奇迹”。联合国教科文组织、世界卫生组织和一些国家的代表团到中国进行实地考察学习，拍摄“赤脚医生”工作的专题纪录片，还将《赤脚医生手册》翻译成多种文字出版。1978年，合作医疗和“赤脚医生”的经验被写进《阿拉木图宣言》，世界卫生组织把它们作为解决初级卫生保健问题的成功范例在发展中国家推广，并据此提出了全球“2000年人人享有卫生保健”的战略目标。

## 影响
农村医疗机构病床占比从1965年的40%提高到1975年的60%，农村卫生经费占全国卫生经费的65%以上。
姚力认为，六二六指示的历史功绩是，推动了：
1. 农村巡回医疗：城市医务工作者到农村巡回医疗达110万人次，并培训农村医务人员。到1975年底，全国有150多万赤脚医生，390多万卫生员、接生员。
2. 农村合作医疗：到1976年，中国合作医疗普及到90%以上。